# Asociación Mundial de Futsal
L'Asociación Mundial de Futsal (AMF) è un'associazione internazionale di gestione del calcio a 5 nella propria versione. I regolamenti AMF infatti differiscono da quelli FIFA.
Nata nel 2002 ad Asunción (Paraguay) come erede della FIFUSA, ha il nome attuale dal 2012.

## Storia
La AMF è un'entità nata dopo un periodo travagliato nella gestione mondiale del calcio a 5 indoor: alla fine degli anni 1990 la FIFA iniziò a spingere per pubblicizzare e diffondere la propria versione di calcio a 5, diversa dalla versione originale giocata nei paesi sudamericani con regole codificate negli anni 1950 e fatte proprie dalla Federación Internacional de Fútbol de Salón (FIFUSA) nel 1971 all'atto della sua fondazione.
La FIFA non riuscì a trovare un accordo con la FIFUSA, nel Congresso di Rio de Janeiro 1989.
Il tentativo di ricucire la situazione fu tentato nel 2000 in Guatemala, mentre la FIFA celebrava in questo paese i suoi quarti Campionati del Mondo a seguito della quale la FIFUSA si sciolse. Il protocollo non ebbe seguito da parte della fortissima federazione mondiale, ed a seguito di questo la PANAFUTSAL diede vita nel 2002 alla Asociación Mundial de Futsal che attualmente conta 40 federazioni nazionali iscritte, e cinque federazioni continentali:
- Confederacion Panamericana de Futbol de Salon
- Confederación Sudamericana de Futsal
- Union Europea de Futsal
- Confederacion Africana de Futbol de Salon
- Confederacion Asiatica de Futbol de Salon

## Federazioni iscritte
- Futsal and Beach Soccer Germany ( Germania)
- Association Algérienne de Futsal ( Algeria)
- Confederación Argentina de Futsal ( Argentina)
- Federashon Futbol di Sala (FEFUSA) ( Aruba)
- Northern Australia Futsal Associacion ( Australia)
- Association Belge Football en Salle (Belgische Zaalvoetbalbond) ( Belgio)
- Federación Boliviana de Fútbol de Salón ( Bolivia)
- Confederação Nacional de Futebol de Salão ( Brasile)
- Canadian Futsalon Federation ( Canada)
- Federació Catalana de Futbol Sala ( Catalogna)
- Asociación Deportiva de Futbol Sala Chile ( Cile)
- Federación Colombiana de Fútbol de Salón ( Colombia)
- Federación Costaricense de Fútbol de Salón (FECOFUS) ( Costa Rica)
- IFS - Indoor Football Scandinavia ( Danimarca /  Norvegia /  Svezia)
- Federación Ecuatoriana de Fútbol de Salón ( Ecuador)
- Confederación Nacional de Federaciones Autonómicas de España ( Spagna)
- Association Francaise de Futsal (FFA)  ( Francia)
- Futsal Federation of India ( India)
- Persatuan Olahraga Futsal Indonesia-POFI ( Indonesia)
- Associazione Italiana Futsal  (AIF) ( Italia)
- Federación Mexicana de Futsal ( Messico)
- Federación Paraguaya de Fútbol de Salón ( Paraguay)
- Asociación Peruana de Futsal ( Perù)
- Asociación Puertorriqueña de Fútbol de Salón ( Porto Rico)
- Association Congolaise de Futsal ( Rep. del Congo)
- St. Helena Nacional Futsal Association ( Sant'Elena)
- Federación Uruguaya de Futsal ( Uruguay)
- U.S.Court Soccer Federation ( Stati Uniti)
- Federación Venezolana de Fútbol de Salón ( Venezuela)
- Belarus Federation of Indoor Football ( Bielorussia)
- Futsal Cameroun ( Camerun)
- Česká Federace Sálového Fotbalu Futsal ( Repubblica Ceca)
- Surinaamse ZaalVoetbalBond ( Suriname)
- Федерация футзала России ( Russia)
- Futsal Association (Singapore) Aka Fa(S) ( Singapore)
- Association Malienne des Clubs de Futsal (AMACFUSA) ( Mali)
- Vikings Futsal NZ ( Nuova Zelanda)
- Futsal Slovakia ( Slovacchia)
- Organization of football in Auditorium from Israele ( Israele)
- Euskadi Futsal Federation ( Paesi Baschi)
- Bulgarian League Futsal – Blfz ( Bulgaria)
- Federación Gallega de Futbol sala ( Galizia)

## Manifestazioni organizzate
La AMF, dalla sua fondazione si è occupata di alcune attività prima proprie della FIFUSA che ha sostituito, poi della PANAFUTSAL, tra queste sicuramente spicca la realizzazione del "Campionato Mondiale per Selezioni Maggiori", che secondo il conteggio che parte dal primo mondiale FIFUSA del 1982 in Brasile, nel 2007 celebra la sua IX edizione in Argentina, la terza in Colombia nel 2011 vinta dai padroni di casa per 8 a 2 sul Paraguay. La prima edizione del campionato del mondo, svolta in Paraguay nel novembre 2003, ha visto vincere la nazionale di casa.
La AMF ha rilevato anche la gestione del Torneo Panamericano per Club e del Mondiale per club; la federazione si occupa anche in maniera massiccia della promozione di questo sport a livello giovanile, con l'organizzazione dei Campionati del Mondo di categoria infantile (fino a 11 anni di età), categoria sub-12, sub-13 e sub-18.